# 24 Heures du Mans 1956
Navigation
Édition précédente Édition suivante
Les 24 Heures du Mans 1956 sont la 24e édition de l'épreuve et se déroulent les 28 et 29 juillet 1956 sur le circuit de la Sarthe.

## Nombre de pilotes qualifiés pour la course
98 pilotes sont au départ de cette édition 1956 des 24 Heures du Mans.
| 49 Français | 22 Britanniques | 8 Allemands  | 7 Belges    | 5 Américains |
| 2 Italiens  | 2 Néerlandais   | 1 Australien | 1 Brésilien | 1 Espagnol   |

## Classement final de la course

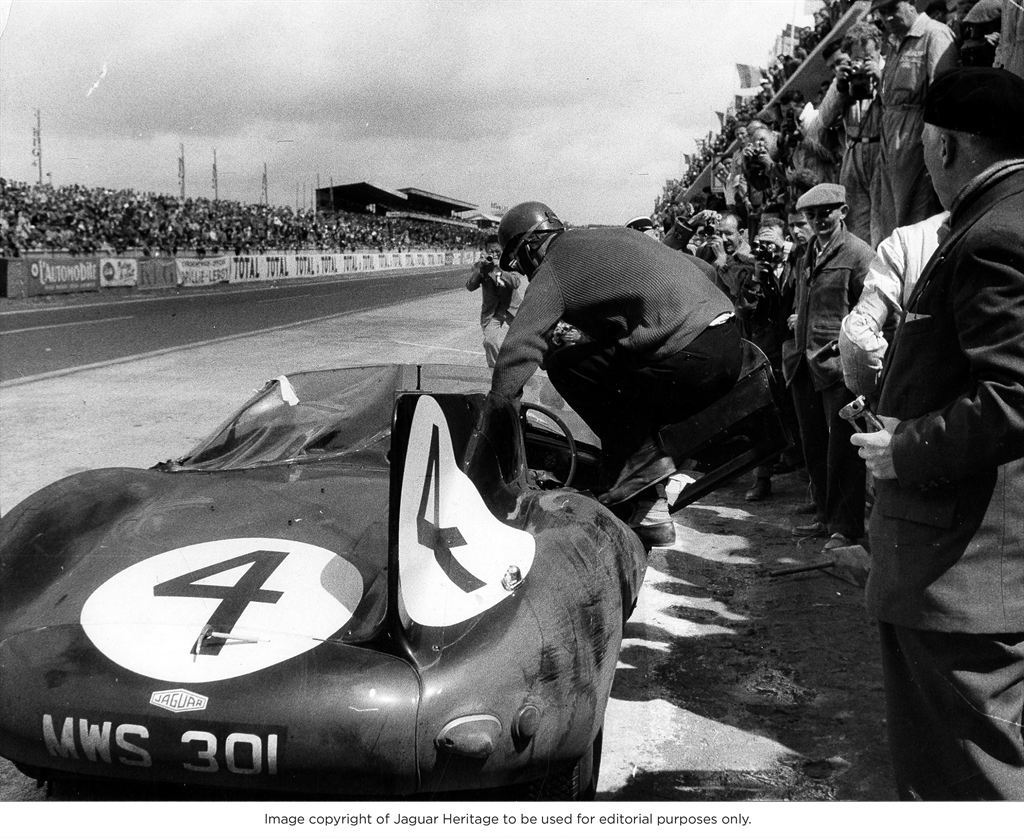
La Jaguar Type D victorieuse de l'édition 1956.

| Pos.  | Catégorie | no | Écurie                        | Pilotes                                      | Châssis                       | Moteur                  | Pneus | Tours |
| ----- | --------- | -- | ----------------------------- | -------------------------------------------- | ----------------------------- | ----------------------- | ----- | ----- |
| 1     | S 5.0     | 4  | Ecurie Ecosse                 | Ninian Sanderson Ron Flockhart               | Jaguar D-Type                 | Jaguar 3.4L I6          | D     | 300   |
| 2     | S 3.0     | 8  | Aston Martin Ltd.             | Stirling Moss Peter Collins                  | Aston Martin DB3S             | Aston Martin 2.9L I6    | A     | 299   |
| 3     | S 3.0     | 12 | Scuderia Ferrari              | Olivier Gendebien Maurice Trintignant        | Ferrari 625LM Touring         | Ferrari 2.5L I4         | E     | 293   |
| 4     | S 5.0     | 5  | Équipe Nationale Belge        | Jacques Swaters Freddy Rousselle             | Jaguar D-Type                 | Jaguar 3.4L I6          | D     | 284   |
| 5     | S 1.5     | 25 | Porsche KG                    | Richard von Frankenberg Wolfgang von Trips   | Porsche 550A/4 RS Coupé       | Porsche 1.5L Flat-4     | C     | 282   |
| 6     | S 5.0     | 1  | Jaguar Cars Ltd.              | Mike Hawthorn Ivor Bueb                      | Jaguar D-Type                 | Jaguar 3.4L I6          | D     | 280   |
| 7     | S 1.1     | 36 | Lotus Engineering             | Reg Bicknell Peter Jopp                      | Lotus Eleven                  | Coventry Climax 1.1L I4 | D     | 253   |
| 8     | S 1.1     | 33 | Cooper Car Company            | Ed Hugus John Bentley                        | Cooper T39                    | Coventry Climax 1.1L I4 | D     | 252   |
| 9     | S 1.5     | 30 | Claude Bourillot              | Claude Bourillot Henri Perroud               | Maserati 150S                 | Maserati 1.5L I4        | E     | 245   |
| 10    | S 750     | 40 | Automobiles Deutsch et Bonnet | Gérard Laureau (de) Paul Armagnac            | DB HBR5                       | Panhard 0.7L Flat-2     | D     | 231   |
| 11    | S 750     | 45 | Automobiles Deutsch et Bonnet | Jean-Claude Vidilles Jean Thépenier          | DB HBR5                       | Panhard 0.7L Flat-2     | D     | 225   |
| 12    | S 750     | 46 | Automobiles Deutsch et Bonnet | André Héchard Roger Masson (de)              | DB HBR4                       | Panhard 0.7L Flat-2     | D     | 220   |
| 13    | S 1.5     | 34 | Porsche KG                    | Roland Bourel Maurice Slotine                | Porsche 356A/4                | Porsche 1.3L Flat-4     | D     | 212   |
| 14    | S 1.1     | 41 | Just-Émile Vernet             | Jean-Marie Dumazer Lucien Campion            | VP 166R                       | Renault 0.8L I4         | D     | 210   |
| N. c. | S 3.0     | 14 | Aston Martin Ltd.             | Tony Brooks Reg Parnell                      | Aston Martin DBR1/250         | Aston Martin 2.5L I6    | A     | 246   |
| Abd.  | S 3.0     | 17 | Automobiles Talbot            | Louis Rosier Jean Behra                      | Talbot-Lago Sport 2500        | Maserati 2.5L I6        | D     | 220   |
| Abd.  | S 5.0     | 6  | Roger Walshaw                 | Roger Walshaw Peter Bolton (de)              | Jaguar XK140                  | Jaguar 3.5L I6          | D     | 209   |
| Abd.  | S 3.0     | 9  | Aston Martin Ltd.             | Peter Walker Roy Salvadori                   | Aston Martin DB3S             | Aston Martin 2.9L I6    | A     | 173   |
| Abd.  | S 1.5     | 32 | Lotus Engineering             | Colin Chapman Herbert MacKay-Fraser          | Lotus Eleven                  | Coventry Climax 1.5L I4 | D     | 172   |
| Abd.  | S 2.0     | 22 | Jean Lucas                    | François Picard Robert Tappan                | Ferrari 500 TR                | Ferrari 2.0L I4         | E     | 137   |
| Abd.  | S 1.5     | 24 | Porsche KG                    | Umberto Maglioli Hans Herrmann               | Porsche 550A/4 RS             | Porsche 1.5L Flat-4     | C     | 136   |
| Abd.  | S 1.1     | 37 | René Breuil                   | Jean Py Yves Dommée                          | RB                            | Fiat-O.S.C.A. 1.1L I4   | D     | 116   |
| Abd.  | S 3.0     | 10 | Scuderia Ferrari              | André Simon Phil Hill                        | Ferrari 625LM Touring         | Ferrari 2.5L I4         | E     | 107   |
| Abd.  | S 2.0     | 23 | Automobiles Frazer Nash Ltd.  | Richard Stoop Tony Gaze                      | Frazer Nash Sebring           | Bristol 2.0L I6         | D     | 100   |
| Abd.  | S 3.0     | 16 | Automobiles Gordini           | Hermano da Silva Ramos André Guelfi          | Gordini T23S                  | Gordini 2.5L I6         | E     | 90    |
| Abd.  | S 1.1     | 35 | Lotus Engineering             | Cliff Allison Keith Hall                     | Lotus Eleven                  | Coventry Climax 1.1L I4 | D     | 89    |
| Abd.  | S 3.0     | 19 | Jean-Paul Colas               | Serge Nersessian Georges Monneret            | Salmson 2300S                 | Salmson 2.3L I4         | D     | 80    |
| Abd.  | S 3.0     | 15 | Automobiles Gordini           | Robert Manzon Jean Guichet                   | Gordini T15S                  | Gordini 2.5L I8         | E     | 80    |
| Abd.  | S 2.0     | 20 | Équipe Nationale Belge        | Alain de Changy Lucien Bianchi               | Ferrari 500 TR                | Ferrari 2.0L I4         | E     | 76    |
| Abd.  | S 1.5     | 29 | Automobiles Gordini           | André Milhoux Charles de Clareur             | Gordini T17S                  | Gordini 1.5L I6         | E     | 67    |
| Abd.  | S 750     | 48 | Moretti Automobili            | Marcel Lauga Jean-Michel Durif               | Moretti 750 Gran Sport Zagato | Moretti 0.7L I4         | K     | 62    |
| Abd.  | S 1.5     | 26 | Porsche KG                    | Max Nathan Helm Glöckler                     | Porsche 356 Carrera 1500      | Porsche 1.5L Flat-4     | C     | 61    |
| Abd.  | S 2.0     | 21 | Pierre Meyrat                 | Pierre Meyrat Fernand Tavano                 | Ferrari 500 TR                | Ferrari 2.0L I4         | D     | 61    |
| Abd.  | S 3.0     | 7  | Prince Paul Metternich        | Prince Paul Metternich Wittigo von Einsiedel | Mercedes-Benz 300 SL          | Mercedes-Benz 3.0L I6   | C     | 58    |
| Abd.  | S 750     | 49 | Automobiles Panhard           | Pierre Hemard Pierre Flahaut                 | Monopole X88                  | Panhard 0.7L Flat-2     | D     | 50    |
| Abd.  | S 1.5     | 27 | Wolfgang Seidel               | Mathieu Hezemans Carel Godin de Beaufort     | Porsche 550A/4 RS             | Porsche 1.5L Flat-4     | C     | 48    |
| Abd.  | S 750     | 50 | Automobiles Panhard           | Pierre Chancel (de) André Beaulieux          | Monopole X88                  | Panhard 0.7L Flat-2     | D     | 46    |
| Abd.  | S 1.5     | 28 | Gonzague Olivier              | Claude Storez Helmut Polensky                | Porsche 550/4 Spyder          | Porsche 1.5L Flat-4     | D     | 45    |
| Abd.  | S 750     | 52 | Automobili Stanguellini       | René Philippe Faure Gilbert Foury            | Stanguellini 750 Sport        | Fiat 0.7L I4            | D     | 36    |
| Abd.  | S 1.5     | 31 | Louis Cornet                  | Louis Cornet Robert Mougin                   | Maserati 150S                 | Maserati 1.5L I4        | D     | 35    |
| Abd.  | S 3.0     | 18 | Automobiles Talbot            | Goffredo Zehender Jean Lucas                 | Talbot-Lago Sport 2500        | Maserati 2.5L I6        | D     | 32    |
| Abd.  | S 750     | 53 | Automobili Stanguellini       | Pierre Duval Georges Guyot                   | Stanguellini 750 Sport        | Fiat 0.7L I4            | D     | 23    |
| Abd.  | S 750     | 47 | Moretti Automobili            | Marceau Esculus Francois Guillaud            | Moretti 750 Gran Sport        | Moretti 0.7L I4         | K     | 22    |
| Abd.  | S 750     | 51 | Louis Héry                    | Louis Héry Lucien Pailler                    | Monopole X86                  | Panhard 0.7L Flat-2     | M     | 5     |
| Abd.  | S 750     | 42 | Automobili O.S.C.A.           | Jean Laroche Rémy Radix                      | O.S.C.A. Sport 750            | O.S.C.A. 0.7L I4        | P     | 4     |
| Abd.  | S 5.0     | 3  | Jaguar Cars Ltd.              | Jack Fairman Ken Wharton                     | Jaguar D-Type                 | Jaguar 3.4L I6          | D     | 3     |
| Abd.  | S 5.0     | 2  | Jaguar Cars Ltd.              | Paul Frère Desmond Titterington              | Jaguar D-Type                 | Jaguar 3.4L I6          | D     | 2     |
| Abd.  | S 3.0     | 11 | Scuderia Ferrari              | Alfonso de Portago Duncan Hamilton           | Ferrari 625LM Touring         | Ferrari 2.5L I4         | E     | 2     |
| Abd.  | S 750     | 44 | Automobiles Deutsch et Bonnet | Fernand Carpentier Pierre Savary             | DB HBR5                       | Panhard 0.7L Flat-2     | D     | 2     |

Détail :
- La no 14 Aston Martin DBR 1/250 n'a pas été classée pour distance parcourue insuffisante (moins de 70 % de la distance parcourue par le 1er de l'épreuve).

Note :
- Dans la colonne Pneus[1] apparaît l'initiale du fournisseur, il suffit de placer le pointeur au-dessus du modèle pour connaître le manufacturier de pneumatiques. Les pneus Avon (A) sont depuis devenus propriété de Cooper Tire & Rubber Company.

## Record du tour
- Meilleur tour en course :  Mike Hawthorn (no 1, Jaguar Type D, Jaguar Cars Ltd.) en 4 min 20 s 0 (186,383 km/h)

## Prix et trophées
- Prix de la Performance :  Automobiles Deutsch et Bonnet (no 40, D.B. HBR 5)
- 22e Coupe Biennale :  Automobiles Deutsch et Bonnet (no 40, D.B. HBR 5)

## Heures en tête
| n° | Voiture           | Écurie            | Pilotes                        | Heures                      | Total     |
| -- | ----------------- | ----------------- | ------------------------------ | --------------------------- | --------- |
| 4  | Jaguar D          | Ecurie Ecosse     | Ninian Sanderson Ron Flockhart | 1re à 2e 8e à 10e 13e à 24e | 17 heures |
| 8  | Aston Martin DB3S | Aston Martin Ltd. | Stirling Moss Peter Collins    | 3e à 7e 11e à 12e           | 7 heures  |

## À noter
- Longueur du circuit : 13,461 km
- Distance parcourue : 4 034,929 km
- Vitesse moyenne : 168,122 km/h
- Écart avec le 2e : 16,296 km